# 8564 Anomalocaris
8564 Anomalocaris este o planetă minoră (asteroid), cu un diametru de 16,87 km, din centura de asteroizi. A fost descoperită pe 17 octombrie 1995 la Nachi-Katsuura Observatory⁠(d) de Yoshisada Shimizu⁠(d) și a fost numită după Anomalocaris. 
Obiectul prezintă o orbită caracterizată de o semiaxă mare de 3,2496235 UAi, o excentricitate de 0,12, o înclinație de 12,26059 ° în raport cu ecliptica.